# خضر أباد (صدوق)
خضر أباد (بالفارسية: خضرآباد) هي منطقة سكنية تقع في إيران في Khezrabad District. يقدر عدد سكانها بـ 216 نسمة .